# Абдульманов, Зия Замалетдинович
Зия Замалетдинович Абдульманов (тат. Зыя Җамалетдин улы Әбделмәнов; 9 (22) декабря 1906, Енганаево, Чердаклинская волость, Ставропольский уезд, Самарская губерния, Российская империя — 12 марта 1950, Казань, Татарская АССР, РСФСР, СССР) — советский государственный и военный деятель. Народный комиссар мясной и молочной промышленности ТАССР (1939—1940), министр мясной и молочной промышленности ТАССР (1946—1949).

## Биография

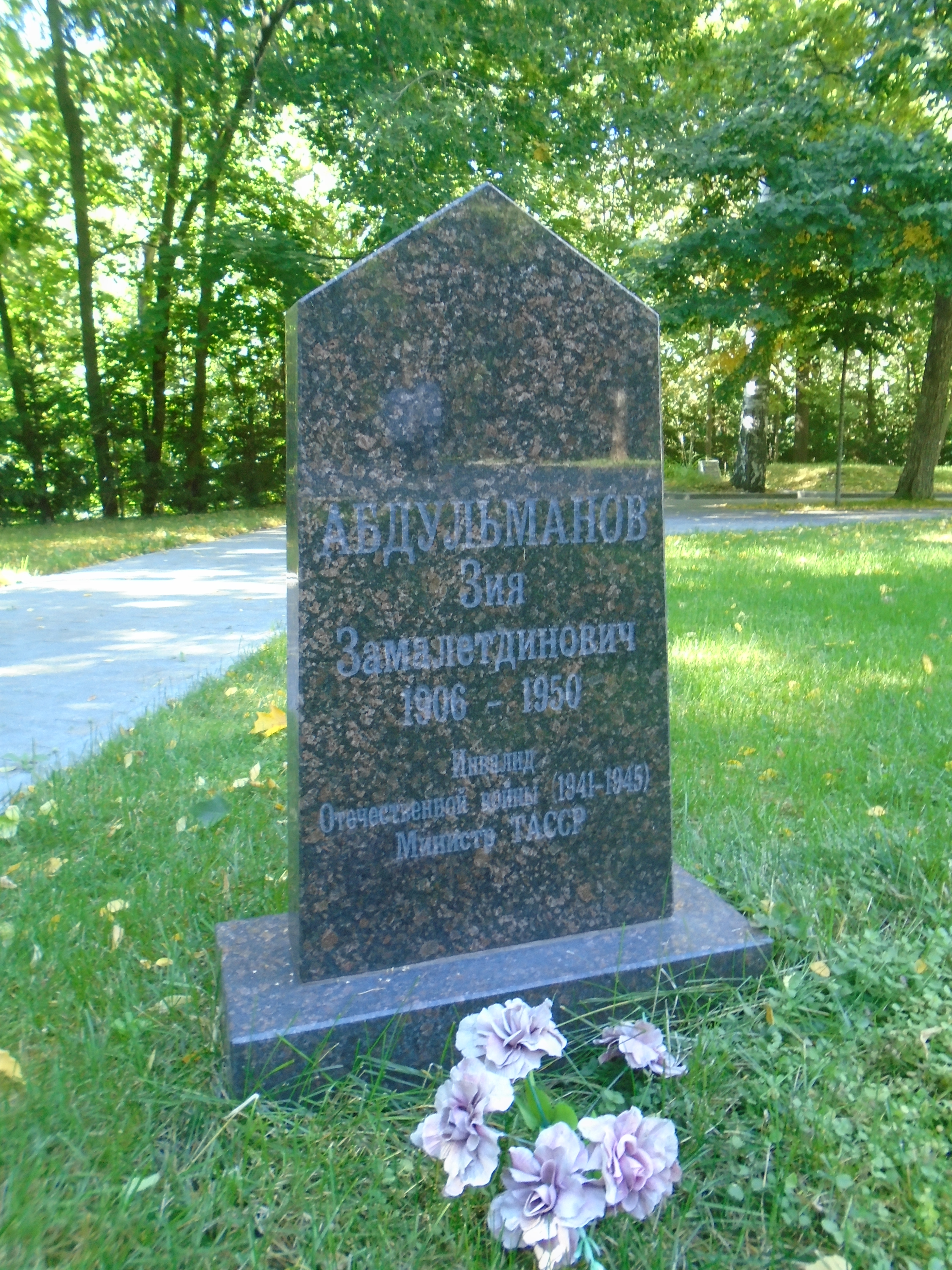
Могила Абдульманова

Зия Замалетдинович Абдульманов родился 9 (22) декабря 1906 года в селе Енганаево Чердаклинской волости Ставропольского уезда Самарской губернии. По национальности — татарин. Из бедной крестьянской семьи. В возрасте двух лет потерял мать. С 1917 года батрачил, а в 1920 году, когда Зие было 14 лет, скончался отец.
Оставшись сиротой в неурожайный и голодный год, уехал в поисках пропитания в Сибирь — осев в Омской губернии, батрачил в кулацком хозяйстве. Потеряв работу из-за раскулачивания крестьянских хозяйств, в 1925 году подался в Донбасс, где трудился шахтёром-забойщиком, десятником, а затем стал председателем шахткома шахты № 4 Снежинского рудоуправления. В 1931 году вступил в ВКП(б). Окончил 3-месячные курсы партактива, занимался общественно-политической и профсоюзной деятельностью. В 1931 году был командирован в Казань и поступил в Татарский коммунистический университет, который окончил в 1934 году. Оставшись в Казани, работал начальником заготовительной конторы и председателем профкома фабрики «Светоч» (1934—1936), начальником торгового отдела на заводе «Красный восток» (1936—1937), директором ватной фабрики (1937—1938).
22 мая 1938 года на первом пленуме Сталинского районного комитета ВКП (б) избран третьим секретарём райкома. После образования народного комиссариата мясной и молочной промышленности ТАССР указом Президиума Верховного Совета ТАССР от 10 сентября 1939 года, 17 октября того же года назначен наркомом, став первым человеком в этой должности. Одновременно, в 1939—1940 годах Абдульманов был третьим секретарём Татарского областного комитета ВКП(б). В 1940 году его в должности наркома сменил П. П. Черзор. В том же году уехал в Москву и поступил слушателем в Высшую школу парторганизаторов при ЦК ВКП(б), которую окончил в 1941 году. После начала Великой Отечественной войны переведён в Военную академию РККА имени М. В. Фрунзе, а 15 июля того же года мобилизован Московским городским военным комиссариатом. Будучи военным комиссаром штаба 37-й отдельной стрелковой бригады Западного фронта, принимал участие в боях под городами Москва и Руза (ноябрь 1941 — январь 1942), в районе села Залучье и города Холм (февраль-сентябрь 1942), у Воронежа, Кантемировки, Россоши, Харькова (ноябрь 1942 — февраль 1943).
22 февраля 1943 года во время наступательных боёв в районе 18-ти километров северо-восточнее города Богодухова был тяжело ранен в бедро и контужен, после чего шесть месяцев находился на излечении в эвакуационном госпитале № 2679 в Моршанске. В дальнейшем занимал пост заместителя командира по политической части 139-го запасного стрелкового полка 46-й запасной стрелковой дивизии, показав себя «умелым организатором политико-воспитательной работы с личным составом полка», среди «офицерского и сержантского состава», что способствовало «укреплению воинской дисциплины в подразделениях полка и успешной подготовке пополнения для фронта». В звании майора состоял в резерве политуправления Приволжского военного округа, демобилизован в сентябре 1945 года. В связи с тяжёлыми условиями фронта заболел туберкулёзом, в Казань вернулся в тяжёлом состоянии, несколько лет лечился в больнице «Каменка» под Казанью и в Крыму, в дальнейшем вернувшись к трудовой деятельности.
После реорганизации наркомата указом Президиума Верховного Совета ТАССР от 28 марта 1946 года, назначен министром мясной и молочной промышленности ТАССР, сменив П. П. Черзора. На этом посту руководил мясной, яично-птичной, молочной, маслодельной, сыроваренной, клеежировой промышленностью Татарстана, отвечал за тресты «Маслопром», «Птицепром», Казанский городской молочный завод, четыре мясокомбината и два кормовых хозяйства. Распоряжением Совета Министров СССР от 15 января 1950 года, постановлением Президиума Верховного Совета ТАССР от 30 января 1950 года и указом Президиума Верховного Совета РСФСР от 7 февраля 1950 года министерство мясной и молочной промышленности ТАССР было упразднено, а его функции переданы соответствующему министерству РСФСР. Из-за тяжёлой работы у Абдульманова произошло обострение болезни, он находился на лечении в Казани и Москве, был признан инвалидом 2-й группы. Проживал в Школьном переулке, д. 2, кв. 22.
Зия Замалетдинович Абдульманов скончался 12 марта 1950 года дома в Казани от туберкулёза в возрасте 43 лет. Свои соболезнования выразил Совет Министров Татарской АССР и Татарский областной комитет ВКП(б), а также министерство мясной и молочной промышленности ТАССР и Татарский обком профсоюза работников мясо-молочной промышленности. Похоронен на Братском кладбище. На могиле установлено надгробие с надписью «Абдульманов Зия Замалетдинович. 1906—1950. Инвалид Великой Отечественной войны. Министр ТАССР».

## Награды
- Орден Отечественной войны II степени (6 августа 1946 года, указом Президиума Верховного Совета СССР) — за отвагу и храбрость, проявленные в боях с немецкими захватчиками в Великой Отечественной войне[3].
- Медаль «За оборону Москвы», «За победу над Германией в Великой Отечественной войне 1941—1945 гг.»[4].

## Личная жизнь
Жена — Амина Муртазиновна (урожд. Муртазина, 1911—1986), журналистка, редактор газеты «Социалистик Татарстан», познакомились в коммунистическом университете. Двое детей — дочь и сын. Дочь — Елена (род. 1934), кандидат географических наук, доцент, заведующая кафедрой геодезии Казанского государственного архитектурно-строительного университета (1975—1978).